# Fosfolipaza D
Fosfolipaza D je enzim koji je lociran u ćelijskoj membrani i koji katalizuje hidrolizu fosfatidilholina čime se formiraju fosfatidna kiselina (PA), i holin. Kod sisara postoje dve izoforme fosfolipaze D: PLD1 i PLD2.

## Funkcija
PLD sisara direktno interaguje sa kinazama kao što su PKC, ERK, TYK i kontroliše signalizaciju. Holin je veoma zastupljen u ćeliji, te PLD dejstvo nema znatnog uticaja na njegove nivoe, i malo je verovatno da holin učestvuje u prenosu signala.
Fosfatidna kiselina je signalni molekul i deluje tako što regrutuje SK1 na membrane. PA ima ekstremno kratak životni vek i brzo se hidrolizuje enzimom PA fosfohidrolaza da formira diacilglicerol (DAG). DAG se takođe može konvertovati u PA posredstvom DAG kinaze. Mada se PA i DAG mogu konvertovati jedan u drugi, oni ne deluju na istim signalnim putemiva. Stimulus koji aktivira PLD ne aktivira enzime ispod DAG i vice versa.
Mada se PA i DAG mogu konvertovati jedan u drugi, moguće je da se održavaju zasebne rezerve signalnih i nesignalnih lipida. Studije sugerišu da je DAG signalizacija posredovana polinezasićenim DAG, dok je PLD izveden iz PA mononezasićen ili zasićen. Stoga se funktionalni zasićeni/mononezasićeni PA može degradirati hidrolizom do nefunkcionalnog zasićenog/mononezasićenog DAG, dok se funkcionalni polinezasićeni DAG može degradirati konverzijom u nefunkcioni polinezasićeni PA.

## Literatura
- Nicholas C. Price; Lewis Stevens (1999). Fundamentals of Enzymology: The Cell and Molecular Biology of Catalytic Proteins (Third изд.). USA: Oxford University Press. ISBN 019850229X.
- Eric J. Toone (2006). Advances in Enzymology and Related Areas of Molecular Biology, Protein Evolution (Volume 75 изд.). Wiley-Interscience. ISBN 0471205036.
- Branden C; Tooze J. Introduction to Protein Structure. New York, NY: Garland Publishing. ISBN 0-8153-2305-0.
- Irwin H. Segel. Enzyme Kinetics: Behavior and Analysis of Rapid Equilibrium and Steady-State Enzyme Systems (Book 44 изд.). Wiley Classics Library. ISBN 0471303097.
- William P. Jencks (1987). Catalysis in Chemistry and Enzymology. Dover Publications. ISBN 0486654605.

## Spoljašnje veze
- Phospholipase+D на 